# Peintres femmes 1780-1830. Naissance d’un combat
Peintres femmes 1780-1830. Naissance d’un combat (en español: Mujeres pintoras 1780-1830. Nacimiento de una lucha) fue una exposición presentada del 3 de marzo al 4 de julio de 2021 en el Museo de Luxemburgo de París donde se puso en valor la obra de más de ochenta pintoras francesas junto con la reflexión del rol de las mujeres artistas en la sociedad de la época.

## Descripción
La comisaria de la exposición es Martine Lacas, doctora en historia y teoría del arte, quien afirmó que «esta exposición cuestiona el proceso de invisibilización de las pintoras de la época. Deseo demostrar que su falta de visibilidad no se debe a la falta de cualidades plásticas de sus obras, ni a sus condiciones sociales, sino más bien a la narrativa histórica (...) Contrariamente a los Estudios de Género de los años setenta, mi sesgo no es considerar a estas mujeres únicamente a través de la retícula sociológica. Creo que hablar de "arte de mujeres" es peligroso porque nos encierra en el esencialismo (...) El mejor homenaje que se puede rendir a estas mujeres es considerarlas pintoras».
Más allá de la conocida figura de Élisabeth Vigée Le Brun, la exposición destaca la obra y la trayectoria de otras pintoras menos renombradas como Marguerite Gérard, Marie-Guillemine Benoist y Constance Mayer.
Los límites temporales elegidos, entre el final de la Ilustración y el umbral de la Monarquía de Julio, permiten revelar el movimiento de emancipación nacido de las ideas de la Ilustración e inmortalizado por la Declaración de los Derechos de la Mujer y de la Ciudadana de Olympe de Gouges. Las pintoras comienzan a integrarse a la esfera artística, incluidas la apertura de las escuelas de arte y la formación académica.
La exhibición fue diseñada alrededor de cuatro ejes:
1. El derecho a ser pintora: el antiacademismo y la feminización de las bellas artes.
2. Aprendizaje: amateurs y profesionales
3. El Salón: un espacio esencial en mutación
4. Yo, pintora.

Una agenda de actividades relacionadas fue organizada: conferencias, mesas redondas, visitas guiadas y visitas escolares.